# جنگ بین مرد و زن
جنگ بین مرد و زن (انگلیسی: The War Between Men and Women) یک فیلم کمدی درام آمریکایی محصول سال ۱۹۷۲ به کارگردانی ملویل شاولسون و با بازی جک لمون، باربارا هریس و جیسون روباردز است.